# Andrej Saharov
Andrej Saharov ili punim imenom Andrej Dmitrijevič Saharov (ruski: Андре́й Дми́триевич Са́харов, Moskva, 21. svibnja 1921. – 14. prosinca 1989.), ruski fizičar, disident i borac za ljudska prava. Doktorirao je 1947. u Moskvi (od 1953. akademik). Sudjelovao je u izradbi sovjetskog vojnoga nuklearnog programa. Zajedno s I. J. Tammom predložio je 1953. da se upravljiva termonuklearna reakcija izvede u plazmi smještenoj u magnetskom polju (tokamak).
Tijekom 1960-ih isticao je opasnost od nuklearnoga rata između SAD-a i SSSR-a, te se zalagao za obustavu nuklearnoga naoružavanja, zbog čega je bio smijenjen (1968.) s rada na vojnoistraživačkim projektima. Zagovarao je demokratizaciju SSSR-a i sudjelovao (1970.) u osnivanju Moskovskoga komiteta za ljudska prava. Godine 1975. dodijeljena mu je Nobelova nagrada za mir (zbog zabrane izlaska iz SSSR-a nagradu je preuzela njegova supruga Jelena Boner, također istaknuta disidentica). Pošto je osudio sovjetsku vojnu intervenciju u Afganistanu, početkom 1980. bio je interniran u Gorki. S dolaskom M. S. Gorbačova na vlast, bio mu je dopušten povratak u Moskvu (1986.) te je nastavio političku aktivnost. U ožujku 1989. bio je izabran za parlamentarnoga zastupnika. Autor je više stručnih, političkih i drugih djela (Uspomene – rus. Vospominanija, 1990.), a o njem su mnoga napisana (J. Boner: Zajedno u samoći – eng. Alone Together, 1986.). Saharovljevim imenom nazvana je nagrada Europskoga parlamenta (od 1988.) za razvoj ljudskih prava i sloboda.

## Život i karijera
Rođen je u Moskvi 1921., započeo studij pri Sveučilištu u Moskvi 1938. Studirao je i doktorirao (1947.) pri Teorijskom odjelu Fizikalnog instituta Sovjetske akademije znanosti.
Zaslužan je za teorijske izračune koji su objasnili prevladavanje materije nad antimaterijom u najranijem stadiju razvitka svemira - tek milijarditi postotak početne asimetrije materije i antimaterije zaslužan je za svemir kakvog danas poznajemo.
Sudjelovao je u izradi najjačeg oružja ikada proizvedenog, sovjetske car-bombe.
Dobio je Nobelovu nagradu za mir 1975.
Na njegovu incijativu osnovan je 1988. "Memorial" međunarodna organizacija za zaštitu ljudskih prava. 
Njemu u čast osnovana je 1985. nagrada Saharov, Europskog parlamenta za ljude i organizacije posvećene radu na ljudskim pravima i slobodama. Dodjeljuje se godišnje.

### Tokamak
Tokamak (skraćeno od rus. toroidal’naja kamera s magnitnym polem) je komora u obliku torusa s magnetskim zavojnicama namijenjena stvaranju i zadržavanju visoke temperature plazme. Idejno rješenje postavili su 1950. I. J. Tamm i A. D. Saharov, kako bi postigli kontroliranu nuklearnu fuziju atomskih jezgara. Zbog velike važnosti za dobivanje jeftine energije danas se u mnogim zemljama izvode pokusi s uređajima tipa tokamak. Idejno načelo rada sastoji se u utjecaju jakoga toroidalnoga magnetskoga polja na plazmu sastavljenu od iona deuterija i tricija. Magnetsko polje dovodi do stezanja plazme i visokih temperatura potrebnih za početak reakcije, pa se očekuje pojava uvjeta za fuziju. Procjene pokazuju da je najniža potrebna temperatura za fuziju deuterija i tricija u helij, uz jedan oslobođeni neutron kao proizvod reakcije, oko 46 milijuna kelvina. Te uvjete do sada je bilo moguće postići samo u eksploziji termonuklearne (hidrogenske) bombe, gdje je nemoguće kontrolirati reakciju. Premda se do sada fuzija nije uspjela kontinuirano podržavati, rezultati dobiveni već krajem 1970-ih pokazuju da će to biti moguće kada se riješe tehnički problemi postizanja još jačih magnetskih polja uz pomoć tokamaka. Osim na uređajima tipa tokamak, i na druge se načine pokušava postići kontrolirana fuzija (lasersko zagrijavanje, sudar dvaju snopova jezgara vodikovih izotopa i drugo). Svi se ti uređaji u novije doba nazivaju zajedničkim nazivom fuzijski reaktori. Do sada su najvažniji rezultati ostvareni tokamakom JET (engl. Joint European Torus: torus udružene Europe) u Culhamu u Ujedinjenom Kraljevstvu i na TFTR-u (engl. Tokamak Fusion Test Reactor: eksperimentalni fuzijski reaktor tipa tokamak).

## Rekao je...
- "I foresee a universal information system (UIS), which will give everyone access at any given moment to the contents of any book that has ever been published or any magazine or any fact. The UIS will have individual miniature-computer terminals, central control points for the flood of information, and communication channels incorporating thousands of artificial communications from satellites, cables, and laser lines. Even the partial realization of the UIS will profoundly affect every person, his leisure activities, and his intellectual and artistic development. …But the true historic role of the UIS will be to break down the barriers to the exchange of information among countries and people." (Saturday Review/World, August 24, 1974)

Prijevod na hrvatski:
- "Predviđam univerzalni informacijski sustav (UIS), koji će svakome, u svakome trenutku dati na uvid sadržaj bilo koje knjige ikada izdane ili bilo kojeg časopisa ili bilo koje činjenice. UIS će se sastojati od osobnih minijaturnih računalnih terminala, središnje kontrolne točke za priljev informacija, i komunikacijskih kanala koji će uključivati tisuće veza sa satelitima, kabelima i laserskim linijama. Čak i djelomična realizacija UIS-a duboko će utjecati na svaku osobu, njezino slobodno vrijeme, njezin intelektualni i umjetnički razvoj. ... Ali prava povijesna uloga UIS-a bit će rušenje granica u razmjeni informacija među ljudima i državama." (Saturday Review/World, 24. kolovoza 1974.)